# Dubovikov
Dubodikov (del ruso: Дубовиков) es un jútor del raión de Tbilískaya del krai de Krasnodar, en Rusia. Está situado en las tierras bajas de Kubán-Azov, en la orilla derecha del río Zelenchuk Vtorói, afluente del Kubán, 11 km al sur de Tbilískaya y 94 km al este de Krasnodar, la capital del krai. Tenía 84 habitantes en 2010.
Pertenece al municipio rural Guéimanovskoye.